# Hepatica henryi
Hepatica henryi är en ranunkelväxtart som först beskrevs av Daniel Oliver, och fick sitt nu gällande namn av Steward. Hepatica henryi ingår i släktet blåsippor, och familjen ranunkelväxter. Inga underarter finns listade i Catalogue of Life.